# Rodrigues Mingas
 (avril 2012).
Si vous disposez d'ouvrages ou d'articles de référence ou si vous connaissez des sites web de qualité traitant du thème abordé ici, merci de compléter l'article en donnant les références utiles à sa vérifiabilité et en les liant à la section « Notes et références ».
Rodrigo Rodrigues Mingas,,,, est le chef de file du mouvement indépendantiste du Cabinda, le FLEC/PM (Forces de Libération de l’État du Cabinda/Position Militaire).
Rodrigues Mingas est prince de sang royal. Issu de la famille royale du Cabinda, petit-fils du "Ma-Ngoyo"-roi Mankata Kalambo de Kayes "Li bù" dans le royaume de N'goyo précolonial dont ses illustres ancêtres : King Jack, prince de Ponta de Tafe ; King Taine, prince de Ponte de Tafe ; Fernando Mingas, fils du prince Jack ; et prince Jack, gouverneur de Buco-Sinto, tous cosignataires du traité de protectorat Luso-Cabindais du 1er février 1885, conférant au Cabinda le statut juridique de protectorat du Portugal en Afrique centrale (voir le traité de Simulambuco), à ce titre il est l'un des interlocuteurs incontestablement contestable dans la question cabindaise selon les critères triptyques ancestraux (Makongo-Mangoyo-Maloango).